# Adrian Anca
Adrian Gheorghe Anca (* 27. März 1976 in Diosig, Kreis Bihor) ist ein ehemaliger rumänischer Fußballspieler und heutiger -trainer. Er bestritt insgesamt 113 Spiele in der höchsten rumänischen Fußballliga, der Liga 1.

## Karriere als Spieler
Die Karriere von Adrian Anca begann erst spät, als er im Alter von 25 Jahren zu Industria Sârmei Câmpia Turzii in die Divizia B (heute Liga II) wechselte. Er machte schon in seinem ersten Jahr als Torjäger auf sich aufmerksam. In der Winterpause der Saison 2002/03 verpflichtete ihn der Erstligist Gloria Bistrița, wo er zwar den dritten Platz erreichte, sich aber nicht durchsetzen konnte.
Im Sommer 2003 kehrte Anca in die Divizia B zurück und schloss sich dem ambitionierten CFR Cluj an. Dieser Wechsel wurde für ihn zum Glücksgriff. In seiner ersten Spielzeit gelang ihm der Aufstieg in die Divizia A, woran er selbst mit 24 Saisontoren einen erheblichen Anteil hatte. Da der Verein viel Geld in neue Spieler investierte, gelang der Durchmarsch in die rumänische Spitze und die erstmalige Qualifikation zum UEFA-Pokal am Ende der Saison 2006/07.
War Anca in den ersten Jahren in Cluj stets Stammspieler gewesen, kam er in der Saison 2007/08 kaum noch zum Einsatz und hatte somit nur einen geringen Anteil am Gewinn des Doubles aus Meisterschaft und Pokalsieg. Er verließ den Verein zum Ligakonkurrenten Oțelul Galați, zog aber schon in der Winterpause 2008/09 zu seinem früheren Verein Gloria Bistrița weiter. Auch hier kam er noch nur selten zum Einsatz und konnte nicht an frühere Leistungen anknüpfen. Anfang 2010 ging er in die Liga III zu CS Luceafărul Oradea, wo er im Sommer desselben Jahres seine Karriere beendete.

## Karriere als Trainer
Schon in seiner Zeit bei CS Luceafărul Oradea war Anca als Assistenztrainer tätig. Im Sommer 2010 übernahm er mit FC Silvania Șimleu Silvaniei in der Liga II erstmals einen Klub als Cheftrainer, wurde jedoch im Oktober bereits wieder entlassen.

## Erfolge

### Als Spieler
- Rumänischer Meister: 2008
- Rumänischer Pokalsieger: 2008
- Aufstieg in die Liga 1: 2004